# ELVO
Helenska industrija vozil (grška kratica ELVO) je grški proizvajalec vozil s sedežem v Solunu. Podjetje so ustanovili leta 1972 kot Steyr Hellas, leta 1987 pa so spremenili ime v današnje. Proizvaja predvsem avtobuse, tovorna vozila in vojaška vozila.

## Zgodovina
Začelo se je z dejavnostjo Steyr Hellas S.A. za montažo in proizvodnjo tovornjakov, motornih koles in kmetijskih traktorjev (modeli Steyr in Puch). Pomembna naročila za tovornjake in avtobuse grške vojske in državnih organov so hitro spodbudila podjetje. Divizija traktorjev je propadla v 80. letih dvajsetega stoletja, ko se je podjetje osredotočilo na vojaška vozila; leta 1986 se je podjetje preimenovalo v Hellenic Vehicle Industry S.A.
Leta 2000 je bilo podjetje Hellenic Automotive Industry delno privatizirano, ko je grška kovinsko-inženirska skupina Mytilineos pridobila 43 % in prevzela upravljanje podjetja. Podjetje se je soočalo z resnimi finančnimi težavami zaradi zmanjšanja naročil v letu 2009 po proizvodnji (v sodelovanju z več grškimi podjetji). Lastništvo podjetja se je 2010 vrnilo v grško državo.
Leta 2019 je grška vlada objavila mednarodni razpis za prodajo deležev v Hellenic Vehicle Industry. Leta 2020 se zdi, da je bila prodaja podjetja konzorciju izraelskega interesa, ki vključuje Plasan Sasa Ltd, Naska Industries - SK Group in grškega podjetnika Aristidisa Glinisa, uspešno zaključena. Po navedbah virov je bil izraelski konzorcij razglašen kot najvišji ponudnik na javnem razpisu za prodajo premoženja ELVO, izraelski konzorcij pa je obljubil, da bo v naslednjih petih letih v ELVO vložil med 95 in 135 milijoni evrov.
Prevzem se je končal 14. februarja 2021, ko je izraelski konzorcij prevzel nadzor nad proizvodnjo vozil ELVO, za katerega so se zanimale grške oborožene sile.